# Шёнебоом, Дитрих
Дитрих Шёнебоом (нем. Dietrich Schöneboom; 4 декабря 1917, Амдорф — 21 октября 1943, близ Тулона, Средиземное море) — немецкий офицер-подводник, обер-лейтенант (1 сентября 1941 года).

## Биография
21 сентября 1937 года поступил на флот кадетом. 1 июля 1939 года произведен в лейтенанты.

## Вторая мировая война
Служил на эскортных кораблях F-10 и F-6, на которых участвовал в операциях в Северном море, затем командовал катерным тральщиком R-152.
В сентябре 1941 года переведен в подводный флот. Служил вахтенным офицером на подлодке U-205.
С 18 августа по 14 декабря 1942 года командовал подлодкой U-58.
15 декабря 1942 года назначен командиром подлодки U-431 (Тип VII-C), на которой совершил 6 походов (проведя в море в общей сложности 135 суток) в Средиземное море.
20 октября 1943 года награждён Рыцарским крестом Железного креста.
На следующий день подлодка Шёнебоома потоплена глубинными бомбами, сброшенными с британского бомбардировщика.
Всего за время военных действий Шёнебоом потопил 5 судов общим водоизмещением 6680 брт.

## Награды
- Железный крест 2-го класса (июль 1940)
- Железный крест 1-го класса (1 августа 1941)
- Нагрудный знак подводника (12 февраля 1943)
- Рыцарский крест Железного креста (20 октября 1943)